# Adaptations cinématographiques du Seigneur des anneaux

L'Anneau Unique forgé par Sauron est l'objet principal de la trilogie écrite par J. R. R. Tolkien

Le roman de J. R. R. Tolkien Le Seigneur des anneaux a été porté à plusieurs reprises à l'écran.
Après plusieurs projets avortés, la première adaptation, un film d'animation réalisé par Ralph Bakshi pour United Artists, est sortie au cinéma en 1978. Ce film ne couvre pas la totalité du roman, s'arrêtant à la bataille de Fort-le-Cor, mais la suite prévue ne fut jamais réalisée en raison de l'échec commercial relatif de la première partie. 
En 1980, une adaptation en dessin animé du Retour du roi est produite pour la télévision par Jules Bass et Arthur Rankin Jr., mais il ne s'agit pas d'une suite au film de Bakshi : le téléfilm de Rankin/Bass sert au contraire de suite à leur propre adaptation du Hobbit, datant de 1977.
L'adaptation la plus connue est la « trilogie » réalisée par Peter Jackson, dont les trois volets sont sortis en salles entre 2001 et 2003.
Le 13 novembre 2017, Amazon a acquis les droits télévisés pour réaliser la série Le Seigneur des Anneaux : Les Anneaux de Pouvoir, qui ne suit pas toutefois le fil directeur des trois livres de J. R. R. Tolkien.
En 2024 sort le film d'animation Le Seigneur des Anneaux : La Guerre des Rohirrim qui relate des évènements antérieurs à la trilogie.

## Premières tentatives
Les premières propositions de film parviennent à Tolkien en 1957, à peine deux ans après la parution du Seigneur des anneaux : trois producteurs, Forrest J. Ackerman, Morton Grady Zimmerman et Al Brodax, entrent en contact avec Allen & Unwin, l'éditeur de Tolkien, avec en tête un projet de dessin animé. Tolkien ne s'oppose pas au principe d'une adaptation de son roman, et est même enthousiasmé par les dessins et photographies qui lui sont présentés. Toutefois, le synopsis le satisfait beaucoup moins, et il le qualifie de « mauvais ». Il a laissé un long commentaire sur ce synopsis, qui relève de nombreuses modifications, coupes et erreurs (Boromir est appelé Borimor, Radagast devient un Aigle et le lembas, de pain elfique se change en aliment concentré), et exprime « l'irritation […] d'un auteur qui s'aperçoit, de plus en plus nettement au fil de sa lecture, que son œuvre est traitée de manière apparemment négligente d'une façon générale, parfois de manière imprudente et sans indication manifeste que l'on ait compris de quoi il retourne ». Le fait qu'Ackerman surnomme le projet « Operation Ringslord » symbolise la désinvolture avec laquelle le synopsis fut rédigé. En fin de compte, l'absence de compensation financière suffisante entraîne le blocage du projet, puis son abandon en 1959.
À la fin des années 1960, les Beatles envisagent brièvement de réaliser une adaptation du Seigneur des anneaux, avec John Lennon jouant le rôle de Gollum, Paul McCartney interprétant Frodon Sacquet, George Harrison le rôle de Gandalf, et Ringo Starr celui de Sam Gamegie. Cependant, ils ne peuvent acquérir les droits d'adaptation, pour lesquels United Artists négociait avec Allen & Unwin depuis 1957. United Artists les obtient finalement en 1969 pour 104 000 livres, et l'année suivante, engage John Boorman pour réaliser l'adaptation. Son synopsis pour un film de deux heures trente, écrit avec Rospo Pallenberg, est encore plus éloigné du roman que l'était celui de Zimmerman : Boorman ajoute au récit des références psychologiques ou sexuelles totalement absentes du livre de Tolkien, comme la séduction de Frodon par Galadriel, et modifie d'autres éléments, par exemple en mariant Aragorn et Éowyn. Ce projet n'aboutit pas non plus en raison du scepticisme de la nouvelle direction d'United Artists, peu familière du Seigneur des anneaux, vis-à-vis de ce scénario de 700 pages. Boorman réutilisa quelques idées de ce synopsis dans son film Excalibur (1981).
Une adaptation soviétique en deux parties de la Communauté de l'Anneau, intitulée Khraniteli (Les Gardiens en russe) et réalisée par Natalia Serebryakova, est diffusée une unique fois les 13 et 14 avril 1991 à la télévision publique de Leningrad. Elle a été mise en ligne sur Youtube par Pétersbourg TV-5 les 27 et 28 mars 2021,.

## Adaptations modernes
La « trilogie » réalisée par Peter Jackson, dont les trois volets sont sortis en salles entre 2001 et 2003, est la première adaptation d'un ouvrage de Tolkien qui ne soit pas un dessin animé, rendue possible grâce aux progrès en images de synthèse. Elle a rencontré un grand succès, tant populaire que critique, son dernier volet étant récompensé par onze Oscars.
Cette trilogie a été suivie de la trilogie Le Hobbit du même réalisateur, sortie entre 2012 et 2014, qui à son tour a rencontré un franc succès.
En 2022, Prime Video a lancé sa série télévisée Le Seigneur des Anneaux : Les Anneaux de Pouvoir.
En 2024 sort le film d'animation Le Seigneur des Anneaux : La Guerre des Rohirrim.